# Iporá EC
Der Iporá Esporte Clube, in der Regel nur kurz Iporá genannt, ist ein 2020 gegründeter Fußballverein aus Iporá im brasilianischen Bundesstaat Goiás.
Aktuell spielt der Verein in der vierten brasilianischen Liga, der Série D, sowie in der Staatsmeisterschaft von Goiás.

## Stadion
Der Verein trägt seine Heimspiele im Estádio Municipal Nílton Santos in Palmas aus. Das Stadion hat ein Fassungsvermögen von 12.000 Personen.

## Trainer
Stand: 22. November 2024
| Trainer        | Nation    | von               | bis              |
| -------------- | --------- | ----------------- | ---------------- |
| Éverton Goiano | Brasilien | 28. Dezember 2021 | 11. Februar 2022 |
| Edson Canhão   | Brasilien | 4. März 2022      | 16. Mai 2022     |
| Omar Feitosa   | Brasilien | 9. Januar 2023    | 24. Januar 2023  |
| Edson Canhão   | Brasilien | 26. Januar 2023   | 16. März 2023    |
| Edson Canhão   | Brasilien | 1. Januar 2024    | 29. Januar 2024  |
| Auecione Alves | Brasilien | 30. Januar 2024   | 26. Februar 2024 |
| Kiko Araújo    | Brasilien | 22. April 2024    |                  |
| Ariel Mamede   | Brasilien | 14. Juni 2024     |                  |